# フジモトヨシタカ
フジモト ヨシタカ（1981年9月24日 - ）は、日本の作曲家 ・編曲家・音楽家。兵庫県生まれ。妻はコンテンポラリーダンサーの寺杣彩。3児の父。AB型。

## 来歴
西宮市立苦楽園中学校、兵庫県立西宮北高等学校卒業。
2003年、東京でar（アル）を結成。オルタナティヴ・ロック、電子音楽、ミニマル・ミュージック、環境音楽、フォークトロニカ、現代音楽などを混交した多彩な音楽性が特徴。
RADIO SAKAMOTOで度々紹介された事から徐々に知名度を高めた。実際、レディオヘッド、Kim Hiorthøy、フアナ・モリーナ、ビートルズ、フィリップ・グラス、ベック、サイモン&ガーファンクル、スコット・ヘレンなどからの参照が見受けられ、メンバーもそれを公言している。当時の楽曲は実験性、ミニマムの要素が強く、ライブハウスより展示会やアートイベントで演奏することが多かった。1枚目/2枚目のアルバムは日本国内はPヴァイン、国外ではCD Babyで流通していた。特に2枚目のアルバム『Moderatelights』は国外でも評価が高く、根強いファンが多い。Sense of Wonderをはじめ、多くのフェスやイベントに出演したが、PONYCANYON ARTISTSに移籍後発売された4枚目のアルバム『YON（ヨン）』を最後として、2012年12月20日に解散を発表した。解散後は映画、ドラマ、CM、ファッションムービー、コンテンポラリーダンス等の楽曲を手掛けている。2015年、ソロユニットでアーティスト活動を再開。ファッション誌『CLUÉL』“BEHIND THE SCENES”とのコラボレーションで定期的にファッションブランドに楽曲提供をしている。

## 主な作品

### ドラマ音楽
- 『量産型ルカ』テレビ東京　2025年　音楽プロデュース
- 『I,KILL』WOWOW ドラマW [9]2025年
- 『レッドブルー』毎日放送・TBS「ドラマイズム」2024年　音楽プロデュースとして
- 『七夕の国』Disney+ 2024年
- 『ポケットに冒険をつめこんで』テレビ東京 2023年 プロデュース
- 『明日、私は誰かのカノジョ シーズン2』　毎日放送・TBS「ドラマイズム」 2023年
- 『放課後ていぼう日誌』Leminoオリジナル 2023年
- 『美しい彼 シーズン2』毎日放送・TBS「ドラマイズム」 2023年
- 『明日、私は誰かのカノジョ』　毎日放送・TBS「ドラマイズム」 2022年
- 『ショートプログラム』Amazon Prime Video 2022年
- 『DEATHきゅんループは止まらない!』LINE VISION 2022年
- 『美しい彼』 毎日放送ドラマ特区　2021年
- 『キン肉マン THE LOST LEGEND』 WOWOW 2021年
- 『ドライフラワー -七月の部屋- 』 Huluオリジナルビデオドラマ　2021年[10]
- 『ナイルパーチの女子会』 BSテレ東 2021年
- 『38歳バツイチ独身女がマッチングアプリをやってみた結果日記』 テレビ東京系ドラマパラビ 2020年
- 『ぴぷる～AIと結婚生活はじめました～』 WOWOW 2020年
- 『ミューブ♪〜秘密の歌園〜』 メ〜テレ 2018年
- 『紺田照の合法レシピ』  Amazon Prime Video 2018年
- 『名刺ゲーム』 WOWOW ドラマW 2017年
- 『ヒポクラテスの誓い』 WOWOW ドラマW 2016年[11]
- 『こえ恋』 テレビ東京 2016年[12]
- 『アラサーちゃん 無修正』 テレビ東京 2014年[13]

### 映画音楽、ショートムービー
- 『俺ではない炎上』山田篤宏監督 2025年[14]配給 松竹
- 『チャチャ』酒井麻衣監督 2024年  配給 メ~テレ　カルチュア・パブリッシャーズ
- 『恋を知らない僕たちは』酒井麻衣監督 2024年 配給 松竹
- 『劇場版 美しい彼～eternal～』酒井麻衣監督 2023年[15] 配給 カルチュア・パブリッシャーズ
- 『美しい彼〜special edit version〜』』酒井麻衣監督 2023年[16] 配給 カルチュア・パブリッシャーズ
- 『哀愁しんでれら』渡部亮平監督 2021年[17] 配給 クロックワークス
- 『名刺ゲーム』木村ひさし監督  瀧悠輔監督 2020年[18] 配給 WOWOW
- 『善悪の屑』白石晃士監督　2019年（公開中止）
- 『ちょっとまて野球部!』宝来忠昭監督　2018年[19] 配給 日本出版販売、東映ビデオ
- 『消音都市-muteropolis-』 伊達真拓監督　2017 [20]
- 『桃とキジ』喜多一郎監督 2017年
- 『泣き虫ピエロの結婚式』御法川修監督[21]2016年 配給　スールキートス
- 『つづきは三重で』スペシャルショートムービー第2弾「ミエタカラ」篇 大江崇允監督
- CATCH「キャッチボール」 高崎卓馬脚本、長尾直樹監督
- 「BORN TO MEN」柴田哲平監督
- 「はじまり」佐々木想監督
- 「ooze」大橋翔監督
- 『MOK』柴田哲平監督
- 『彼方から』山本晃久監督

### CM
インテル、ユニクロ、オリンパス、サントリー、味の素AGF、ボルボ、TSUTAYA、オークリー、TOYO TIRE、nestle、SUBARU、P&Gジャパン、セコム、ACジャパン、SLOBE、ウォルト・ディズニー・カンパニー、ラシック、ロート製薬、EDIFICE、DHC、ミッシェル・クラン、mozoワンダーシティ、グランフロント大阪、東急東横線、ニトリ、Alexandre de Paris、Google、ハウス食品、J-WAVE、マウントレーニア他多数

### コンテンポラリーダンス、舞台
- 加藤みや子「Across the Distance II」
- 三体「三体」「sento」
- 冨士山アネット「SWAN」
- MOKK「10」「LAURA」
- 寺杣彩「オアシスサン」「ヒトトヒトトトウキョウトト」「れとろ」「遊びだす」「から…まで」「warming up」
- 畦地真奈加「色は匂えど 散りぬるを」
- Hauptbahnhof 「回復」「肝っ玉おっ母とその子どもたち」「和え物地獄変」

他多数

### ディスコグラフィー
ファッションコラボレーション作品（フジモトヨシタカ名義）
- CLUÉL BEHIND THE SCENES VOL.01　　2018年
- Short music collection for commercial clip　2023年

バンドではarのバンドマスターとして活動（4枚のフルアルバムを発表）、またソロユニットcluéとして活動。
ar (アル)
|                | 発売日         | タイトル                     | 規格品番   | 収録曲 | 備考                           |
| -------------- | -------------- | ---------------------------- | ---------- | --- | ------------------------------ |
| 1st Album      | 2007年03月28日 | plastic dish no rush         | ARW-101    | 1. Joy shone from her face! 2. triangle 3. -4D 4. walking.. 5. i+i 6. Φ 7. w11 8. mawaru fire mawaru 9. Circularity's animal 10. discolor 11. sleeping 12. Spare the rod and spoil the child | 自主レーベルにてリリース。完売 |
| 2nd Album      | 2007年03月28日 | moderate lights              | ARW-102    | 1. moderate lights 2. double face 3. mother leaf 4. audio test 5. out ape 6. love letter 7. 3.1.4 8. hcnn 9. adam / 1009 10. hosi to kimi | 自主レーベルにてリリース。完売 |
| 1st Mini Album | 2008年09月25日 | Royal straight flush no rush |            | 1. adam/1009 2. i + i (new version) 3. lovely dance 4. out ape 5. Thank U bye bye Robin Hood 6. oneiromancy 7. double face (live version) | 完売                           |
| 3rd Album      | 2009年11月11日 | LOVE LU LE LO                | XQER-1017  | 1. LOVE LU LE LO 2. Thank U bye bye Robin Hood 3. マサシクダビンチ 4. i + i (アイタスアイ) 5. うさぎ 6. Mr.parachuteman 7. lovely dance ～あなたの中のボク～ 8. Q. 9. Good morning angel 10. HAPPY BIRTHDAY 11. chu chu chu 12. ユラユラオドレ 13. ON 14. double face (ダブルフェイス) 15. くもりデー | THISTIME RECORDSからリリース。 |
| 4th Album      | 2012年04月04日 | YON                          | KNCA-11009 | 1. breakin' Mama & Papa 2. 赤坂ナイスデー 3. ソワソワソワソワソワソワ 4. help! 5. 雨 6. 交響曲第2 7. Lovely Someday 8. unlucky gentleman Mr.jimmy 9. 四季散歩 10. ふるさと 11. ロニー 12. ALARM for YOU 13. HELLO ト 14. ダーリン 15. 1000の線路の上を                                                | PCI RECORDSからリリース。      |

clué
|                            | 発売日         | タイトル | 規格品番  | 収録曲                                                            | 備考         |
| -------------------------- | -------------- | -------- | --------- | ----------------------------------------------------------------- | ------------ |
| 1st Mini Album             | 2015年02月20日 | prologue | SAKU-1001 | 1. HELLO 2. I walk night in woods 3. 雪が降るから 4. TEN 5. Light | SAKU RECORDS |
| 1st Mini Album(LPレコード) | 2015年04月18日 | prologue | SAKU-1002 | 1. HELLO 2. I walk night in woods 3. 雪が降るから 4. TEN 5. Light | SAKU RECORDS |

### アーティスト
- FBIレーベルのダンス・ミュージックアルバム用に松浦晃久とのピアノコラージュ作品を制作
- 清塚信也のアルバム『Romantic crime』『Qualia』全編曲（松浦、佐々木聡作と共同）[26]